# Omamy hipnopompiczne
Omamy hipnopompiczne inaczej omamy przebudzeniowe lub halucynacje hipnopompiczne – szczególny rodzaj halucynacji (czyli mylących spostrzeżeń zmysłowych wzrokowych, słuchowych, węchowych lub dotykowych, które wydają się autentyczne, choć pojawiają się bez udziału bodźca zmysłowego), które występują podczas wybudzania się ze snu, nierzadko po koszmarze sennym. Zwykle epizody omamów hipnopompicznych są krótkotrwałe np. kilkunastosekundowe lub kilkuminutowe i występują sporadycznie. Mogą współwystępować z paraliżem przysennym i innymi zaburzeniami snu. Omamy hipnopompiczne oraz omamy hipnagogiczne (towarzyszące zasypianiu), choć mogą budzić lęk u osób które ich doświadczają, w odróżnieniu od pozostałych rodzajów omamów, zwykle nie są traktowane przez specjalistów jako poważny objaw psychopatologiczny, ponieważ nie należą one do objawów typowych dla obrazu klinicznego poważnych zaburzeń psychicznych. Wyjątek stanowią omamy hipnopompiczne występujące w przebiegu narkolepsji, która jako zaburzenie mogące wyraźnie zakłócić codzienne funkcjonowanie podlega leczeniu.